# アメリカ精神医学会
アメリカ精神医学会（アメリカせいしんいがくかい、American Psychiatric Association ; APA）は、アメリカ合衆国における医学者、精神科医および精神科領域をも専門とする内科医師の学会。会員数は約36,000名で、会員はアメリカ合衆国、カナダを中心に世界各国に及ぶ。
アメリカ精神医学会は数多くの専門誌を編集、刊行しているほか、DSMとして知られる『精神障害の診断と統計マニュアル』(Diagnostic and Statistical Manual of Mental Disorders)を発行し、50万部以上を出版。

## 歴史
- 1844年、Association of Medical Superintendents of American Institutions for the Insane:AMSAII がフィラデルフィアで設立。
- 1921年、アメリカ精神医学会 (American Psychiatric Association) 設立。
- 1927年、法人化。
- 1948年、精神医学の新しい標準分類のシステムを作る計画が開始。
- 1952年、DSM I（初版）出版。

## ゴールドウォーター・ルール
ゴールドウォーター・ルールとは、アメリカ精神医学会倫理規定第7.3節の非公式な呼び名であり、精神科医が公の場で、自身が直接診察しなかった公的な人物について、職業的な意見を発したり、彼らの精神保健状態を議論したりすることは、非倫理的な行為であると定めた条項である 。これは米国大統領候補であったバリー・ゴールドウォーターにちなんで命名された。
これは1964年、Fact誌において「保守派の無意識：バリー・ゴールドウォーターのメンタル特集」といった記事が出されたことにより問題となった。この記事では精神科医らに対し、上院議員ゴールドウォーターについて大統領が適任かどうかを投票させていた。ゴールドウォーターはこの記事に対し名誉棄損訴訟を起こし、$75,000の賠償が認定された。
アメリカ精神医学会倫理規定第7.3節は、1973年に第１版が制定され現在でも有効である。

On occasion psychiatrists are asked for an opinion about an individual who is in the light of public attention or who has disclosed information about himself/herself through public media. In such circumstances, a psychiatrist may share with the public his or her expertise about psychiatric issues in general. However, it is unethical for a psychiatrist to offer a professional opinion unless he or she has conducted an examination and has been granted proper authorization for such a statement.

ときに精神科医は、公衆から脚光を浴びている人や、メディアに対し自身の情報を公開している人についての意見を求められる。このような状況で精神科医は、一般的な精神医学問題に関する専門知識を、人々に提供することができる。 しかしながら、当人に対して実際に診察を行い、かつ情報公開に対して適切な認可を与えられていない限り、精神科医が専門家として意見を提供することは非倫理的である。